# Ісландська література

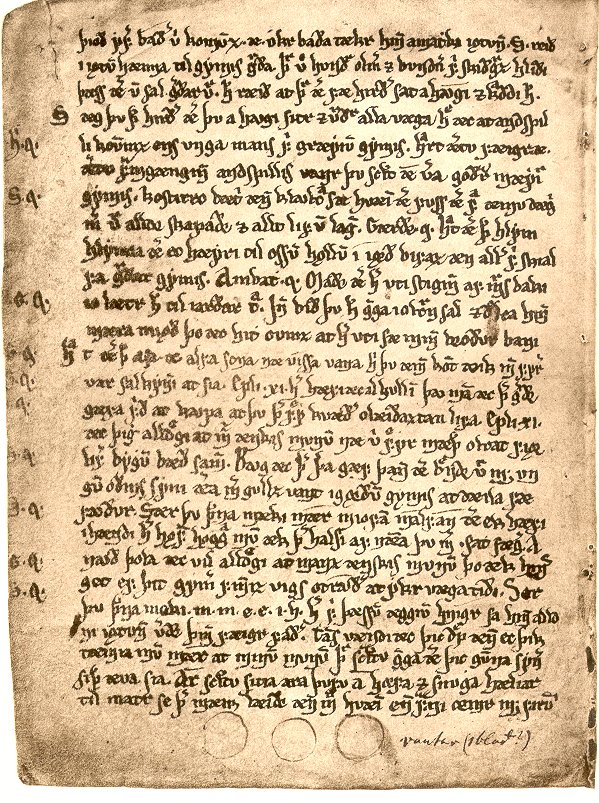
Скірнісмаул, один з віршів в поетичній Едді

Ісландська література — літературна спадщина ісландського народу. Найвеличніший період ісландської літератури був між 1100 і 1350 рр., коли мовою краю був діалект давньо-скандинавської і римська абетка лише недавно замінила корінне рунічне письмо. Більшість творів написаних в той час посилалися на значно давніші усні джерела. Поезія скалдів, що корінням сягала дохристиянської ери (до 1000 р.), залишилася важливою формою протягом середніх віків (див. Едди). У прозі, історії раніше мовлені устно, були записані для читання вголос (див. саги), вплив цієї класичної прози залишився міцною консервативною силою в подальшій ісландській літературній писемності. Незважаючи на малу кількість носіїв ісландської мови, протягом 19-го століття спостерігалось значне відродження прози і поезії. У 1940-1950-х роках в ісландській поезії утворилася група атомних поетів, які захоплювалися стилістикою і поетикою модернізму. У 1955 році, Галдор Лакснесс одержав нобелівську премію з літератури.

## Видатні ісландські письменники ХХ століття
- Галдор Лакснесс (1902 — 1998)
- Einar Már Guðmundsson (*1954)
- Steinunn Sigurðardóttir (*1950)
- Einar Kárason (*1955)
- Kristín Marja Baldursdóttir (*1949)
- Jón Kalman Stefánsson (*1963)
- Арналдур Індрідасон (*1961)
- Сйон (*1962)